# Бузенхаузен
Бузенхаузен (њем. Busenhausen) општина је у њемачкој савезној држави Рајна-Палатинат. Једно је од 119 општинских средишта округа Алтенкирхен (Вестервалд). Према процјени из 2010. у општини је живјело 340 становника. Посједује регионалну шифру (AGS) 7132017.

## Географски и демографски подаци
Бузенхаузен се налази у савезној држави Рајна-Палатинат у округу Алтенкирхен (Вестервалд). Општина се налази на надморској висини од 250-285 метара. Површина општине износи 3,0 km². У самом мјесту је, према процјени из 2010. године, живјело 340 становника. Просјечна густина становништва износи 113 становника/km².